# Shixia, Jiangxi
Shixia är en sockenhuvudort i Kina. Den ligger i provinsen Jiangxi, i den sydöstra delen av landet, omkring 150 kilometer sydost om provinshuvudstaden Nanchang. Antalet invånare är 5 350. Befolkningen består av 2 692 kvinnor och 2 658 män. Barn under 15 år utgör 21,0 %, vuxna 15-64 år 70 %, och äldre över 65 år 7,0 %.
Runt Shixia är det ganska tätbefolkat, med 93 invånare per kvadratkilometer. Närmaste större samhälle är Longhu, 18,6 km söder om Shixia. I omgivningarna runt Shixia växer i huvudsak blandskog.
Genomsnittlig årsnederbörd är 2 563 millimeter. Den regnigaste månaden är juni, med i genomsnitt 466 mm nederbörd, och den torraste är oktober, med 21 mm nederbörd.